# Caso Regents of the University of California v. Bakke
Regents of the University of California v. Bakke (1978), envolveu uma disputa sobre se o tratamento preferencial para minorias pode reduzir as oportunidades educacionais para brancos sem violar a Constituição. O caso foi uma decisão histórica da Suprema Corte dos Estados Unidos. Ele apoiou a ação afirmativa, permitindo que a raça fosse um dos vários fatores na política de admissão na faculdade. No entanto, o tribunal decidiu que cotas raciais específicas, como 16 das 100 vagas reservadas para estudantes de minorias pela Universidade da Califórnia, Davis School of Medicine, eram inadmissíveis.